# 7917 Гаммергрен
7917 Гаммергрен (7917 Hammergren; тимчасові позначення: 1981 EG5, 1986 RT3, 1986 RZ13, 1992 DG8) — астероїд головного поясу.
Відкритий 2 березня 1981 року Шелте Басом в обсерваторії Сайдінг-Спринг. Назва присвоєна 6 травня 2012 року на честь американського астронома Марка Гаммергрена (нар. 1964).
Тіссеранів параметр щодо Юпітера — 3,492.